# Paskalia Chepkorir Kipkoech
Paskalia Chepkorir Kipkoech (Molo, 22 de dezembro de 1988) é uma meio-fundista profissional queniana.
Paskalia Chepkorir Kipkoech venceu a Corrida Internacional de São Silvestre, em 2009.